# The Versace Experience: Prelude 2 Gold
The The Versace Experience: Prelude 2 Gold es un álbum que fue producido por Prince. Fue entregado en casete de edición limitada a los asistentes a la Semana de la Moda de París 1995.
En 2019 fue reeditado como álbum.

## Temas
1. Pussy Control (Club Mix)
  2. Shhh
  3. Get Wild In The House - The New Power Generation
  4. Eye Hate U
  5. 319
  6. Shy
  7. Billy Jack Bitch
  8. Sonny T. - Prince and Madhouse
  9. Rootie Kazootie - Prince and Madhouse
  10. Chatounette Controle
  11. Pussy Control (Control Tempo)
  12. Kamasutra Overture #5 - The New Power Generation Orchestra
  13. Free the Music - The New Power Generation
  14. Segue
  15. Gold